# Comunicações da Estônia
A Lei das Telecomunicações Nacionais do segundo período de independência da Estônia assegura um monopólio nas linhas de telefonia fixa internacionais e locais da Telecom da Estônia (Eesti Telecom). No processo de privatização, uma concessão foi garantida para liberalizar a telefonia móvel, a televisão a cabo e comunicação de dados da comutação de pacotes. Esta concessão foi importante para o desenvolvimento de um mercado competitivo. Três operadoras móveis licenciadas produziram uma das mais altas taxas de penetração da telefonia móvel. As licenças para a televisão a cabo foram concedidas para empresas à nível local, e enquanto ela era um monopólio natural, as operadoras piratas proliferaram dentro das cidades mais populosas, na década de 1990.  
A penetração da Internet cresceu rapidamente. Começando por uma conexão via satélite e muito difundida através do arrendamento de cabos submarinos, a Estônia conectou-se com o restante do mundo. As concessões para pacotes de comunicações, talvez contra a restrição da competição limitada da telefonia internacional (com as exceções globais do callback, Internet transit e arbitragem re-file) -- criou condições na qual a Skype foi nacionalmente criada.
O investimento estrangeiro na forma de empreendimentos conjuntos melhorou grandemente o serviço de telefonia na Estônia. Os serviços de Internet estão disponíveis em quase todos os locais do país; há aproximadamente 150.000 pedidos de subscrição vagos. Atualmente a Estônia é considerada o país mais avançado em termos de comunicações na Europa Central e Oriental.
- nacional:

local - o Ministério de Transportes e Comunicações da Estônia está ampliando os serviços de telefonia celular para formar redes rurais;
interurbano - sistema altamente desenvolvido de backbone de fibra ótica atualmente servindo a pelo menos 16 grandes cidades (1998)
- internacional:

Cabos de fibra ótica para a Finlândia, Suécia, Letônia e Rússia provêem serviços mundiais de comutação de pacotes. Dois comutadores de rede internacionais estão localizados em Tallinn.

## Estatísticas

### Rádiodifusão
- Estações de rádio: AM – 3 (todas as estações AM estão inativas desde julho de 1998); FM – 82; ondas curtas: 1 (1998)
- Rádios (aparelhos): 1,01 milhão (1997)

### Televisão
- Estações de televisão: 31 (mais cinco repetidoras) (setembro de 1995)
- Televisores (aparelhos): 605.000 (1997)

### Telefonia
- Telefones fixos: 476.078 (1998)
- Telefones celulares: 850.000 (2002)

### Computação e acesso à rede mundial de computadores
- Provedores de acesso à Internet (ISPs): 6 (1999)
- Código do país: EE